# Still Ill
Still Ill är en fullängdsskiva av det svenska punkbandet The Vectors, utgivet som LP på Busted Heads Records (BHR 23) 2003. Skivan var den andra i raden som producerades av David Sandström.

## Låtlista
1. Don't Need Nothing
2. We Are The New Plague
3. Damage
4. Blitz And Glitz
5. You're Dead
6. You're A Joke
7. Cut Off Your Ears
8. Shootin Out Your Lights
9. I Ain't Yours
10. Spit On You
11. Everyone's Against Me
12. Kill
13. Enter Armageddon